# Георгиевский, Иван Васильевич (литератор)
Иван Васильевич (в «ЭСБЕ» и «МЭСБЕ» описывается как Иван Иванович) Георгиевский (1802—1865) — русский писатель

 и поэт; секретарь и почитатель поэта Дмитрия Ивановича Хвостова.

## Биография
Из духовного звания. Об его детстве информации практически не сохранилось, да и прочие биографические сведения о нём очень скудны и отрывочны; известна лишь информация про его студенческие годы, когда Георгиевский учился (в 1820-х гг.) на ветеринара в Медико-хирургической академии.
В 1820 году состоялся дебют Ивана Васильевича Георгиевского в 3-й части «Невского альманаха», где он опубликовал статью: «Моя беседа с друзьями, или Взгляд на стихотворения певца Кубры» (вышел также отдельный оттиск); статья эта заключает в себе краткий обзор всех 4-х томов собрания стихотворений графа Д. И. Хвостова, по выражению автора: «одаренного образованным вкусом соперника Буало и Расина». 
В следующем году Георгиевским была издана «Карманная библиотека Аонид, собранная из некоторых лучших писателей нашего времени и расположенная по новому методу, с присовокуплением: надписей к их портретам, характеристики и библиографии каждого»; в составлении «Библиотеки» принимал участие и сам граф Хвостов. Содержание её составляют отрывки из сочинений Батюшкова, Буниной, Гнедича, Дмитриева, Жуковского, А. Е. Измайлова, Капниста, Карамзина, Крылова, Мерзлякова, Шишкова и самого Хвостова. В чём состоит указанный в заглавии новый метод, составитель объясняет в предисловии: «Отделя каждого писателя, во-первых, пишу к его портрету приличную надпись; после прилагаю, по родам поэзии, некоторые пьесы из его стихотворений, сообразные характеру, времени, полу и возрасту, потом извлекаю лучшие апофтегмы из тех произведений, которые не вошли в план сего издания; наконец, вывожу характеристику и заключаю библиографией». В отделе надписей и характеристик находится немало забавной и интересной информации. 
В 1824 году в № 4 журнала «Благонамеренный» издаваемого «Вольным обществом любителей российской словесности, науки и художеств» были напечатаны собственные стихи Ивана Георгиевского. 
С 1825 года Георгиевский ― уездный врач в городе Никольский Вологодской губернии, откуда присылает письма со своими стихами Хвостову. С 1831 года ― в Уржуме Вятской губернии. В 1839 году отрешён от должности за «оскорбление присутственного места». Сохранились сведения о его деятельности «вольнопрактикующего врача» в 1845―1846 гг. За жалобы на злоупотребления должностных лиц (1837―1859), которые, возможно, имели характер «ложных и ябеднических доносов», был лишён всех прав и выслан в Тобольскую губернию.